# Cutey Honey Flash (manga)
Cutey Honey Flash (キューティーハニーＦ, Kyūtī Hanī F), aussi connu sous le nom de Cutie Honey Flash, est un manga de Yukako Iisaka en 4 tomes prépublié au Japon dans le magazine Ciao puis publié aux éditions Shogakukan entre 1997 et 1998. C'est l'adaptation dans le genre Shōjo du manga originel de Gō Nagai, initialement destiné à un public Shōnen.
Il est adapté en anime de 39 épisodes de 30 minutes, créé par le studio Toei Animation et diffusé 15 février 1997 au 31 janvier 1998 sur TV Asahi et TV Tokyo. Le manga est inédit dans les pays francophones.

## Manga

### Liste des volumes
1. Volume 1 06/1997
2. Volume 2 10/1997
3. Volume 3 02/1998
4. Volume 4 05/1998

## Anime

### Voix japonaises
- Ai Nagano : Honey Kisaragi / Cutey Honey
- Akiko Hiramatsu : Seira Hazuki / Misty Honey
- Akira Kamiya : Dr Takeshi Kisaragi
- Chiho Ohkawa : Sister Jill
- Makiko Ohmoto : Natsuko Aki
- Rumi Watanabe : Panther Zora
- Sho Hayami : Le Prince du Crépuscule
- Susumu Chiba : Seiji Hayami
- Kaori Asoh : Arina
- Ryu Manatsu : Père de Arina

### Épisodes
1. Because of Love! A Maiden Changes (愛のために！乙女は変わる, Ai no Tame ni! Otome wa Kawaru?)
2. A Maiden's Decision! A Lonesome Bloom in the Twilight (乙女の決意！たそがれに一輪の花, Otome no Ketsui! Tasogare ni Ichi rin no Hana?)
3. A Maiden's Dream! Whom is This Wedding Dress For? (乙女の夢！花嫁衣装は誰のため？, Otome no Yume! Hanayome Ishou wa Dare no Tame??)
4. Tears of a Mermaid Princess! The Bond Between Father and Daughter (人魚姫の涙！父と娘のきずな, Ningyo-Hime no Namida! Chichi to Ko no Kizuna?)
5. Passing Over Fate! The Maiden of the Seven-Colored Rainbow (運命を超えて！七色の虹の乙女, Sadame wo Koete! Nanairo no Niji no Otome?)
6. Transformation is Not Possible! Honey Caught in the Trap (変身不能！閉じこめられたハニー, Henshin Funou! Toji Komerareta Honey?)
7. A Sea of Sorrow! Seiji's Recollection of His Father (悲しみの海！青児、父への追憶, Kanashimi no Umi! Seiji, Chichi e no Tsuioku?)
8. The Scent of Danger! Protecting a Maiden's Pure Heart (甘く危険な香り！守れ乙女の純情, Amaku Kiken na Kaori! Mamore Otome no Junjou?)
9. Prince's Crisis!? A Rival Appears!! (プリンスの危機！？ライバル登場！！, Prince no Kiki!? Rival Toujou!!?)
10. Certain Kill Technique Destroyed!? Honey Fiercely Fights, Prepared for Death (必殺技敗れる！？ハニー決死の激闘, Hissatsu Waza Yabureru!? Honey Kesshi no Gekitou?)
11. The Scare Sneaks Along!! Targeted Honey (忍びよる恐怖!! 狙われたハニー, Shinobi yoru Kyoufu!! Nerareta Honey?)
12. Honey's Desperate Situation! Jill's Electric Shock Storm (ハニー絶体絶命! ジル電撃の嵐, Honey Zettai Zetsumei! Jill Dengeki no Arashi?)
13. Fight With the Power of Love! The Last Showdown with Jill (愛の力で戦え! ジルとの最終決戦, Ai no Chikara de Tatakae! Jill to no Saishuu Kessen?)
14. A Puzzling Fighter Appears!! Overture to a New Fate (謎の戦士登場!! 新たな運命の序曲, Nazo no Senshi Toujou!! Arata na Unmei no Jyokyoku?)
15. The Bell That Raises the Curtain! Super Battle of the Two Honeys (開幕のベル! 二人のハニー超戦闘, Kaimaku no Bell! Futari no Honey Chou Sentou?)
16. Love and Hate Entangled! Sisters' Tennis Showdown (からみ合う愛憎! 姉妹テニス対決, Karami Au Aizou! Shimai Tennis Taiketsu?)
17. Shocking Revelation! Father Reveals Honey's Secret (衝撃事実! 父が語るハニーの秘密, Shougeki Jijitsu! Chichi ga Kataru Honey no Himitsu?)
18. Memory of Burning Flames! Seira's Past (燃える炎の記憶!聖羅の過去, Moeru Honoo no Kioku! Seira no Kako?)
19. Challenge in Swimsuits! The Ghost Ship's Bone Exterminator Guy (水着で勝負! 幽霊船のガイ骨退治, Mizugi de shobu! Yureibune no gai-kotsu taiji?)
20. Panther's Seal! The Secret Within Seira's Heart (パンサーの刻印! 聖羅の胸の秘密, Panther no Kokuin! Seira no Mune no Himitsu?)
21. Because of Love! Last Fight of the Double Honeys (愛ゆえに! Wハニー最後の戦い, Ai Yue Ni! W Honey Saigo no Tatakai?)
22. Seira Dies Within the Flames! Father's Love in Her Heart (炎の中に聖羅死す! 父の愛を胸に, Honoo no Naka ni Seira Shisu! Chichi no Ai wo Mune ni?)
23. The Conclusion of Love! Honey's Light Wins Against Fate (愛の結末! 運命に勝つハニーの光, Ai no Ketsumatsu! Unmei ni Katsu Honey no Hikari?)
24. The Campus is Breaking Down!? New Panther-Corps Threat (学園崩壊!? 新パンサー軍団の脅威, Gakuen Houkai!? Shin Panther Gendan Kyoui?)
25. Honey is Raising Children!? Someone's Aiming at the Baby (ハニーの子育て!? 狙われたベビー, Honey no Kosodate!? Nerawareta Baby?)
26. The Idol is a Panther? Enthusiastic Singing Battle (アイドルなパンサー? 熱唱歌合戦, Idol wa Panther? Nesshou Utagassen?)
27. The Queen of the Circuit! Fierce Fight at Ultra High Speed (サーキットの女王! 超高速の激闘, Circuit no Jyoou! Choukousoku no Gekitou?)
28. It's Name is Demon! A Panther Soldier's Tears (その名は悪魔! パンサー戦士の涙, Sono Na wa Akuma! Panther Senshi no Namida?)
29. Big Adventure on a Deserted Island! Treasure Hunt Uproar (無人島大冒険! お宝探しで大騒ぎ, Mujintou Daibouken! Otakara Sagashi de Oosawagi?)
30. Escape is Impossible!? A Train Running Straight to Hell (脱出不可能!? 地獄行きの暴走列車, Dasshutsu Fukanou!? Jigoku Iki no Bousou Ressha?)
31. Love and Passion Vanish! Father's Day of Youth (情熱と愛は消えず! 父の青春の日, Jounetsu to Ai wa Kiezu! Chichi no Seishun no Hi?)
32. Hungry Detective Seiji Hayami! The Worst Day (腹ペコ探偵早見青児! 最悪の一日, Harapeko Tantei Hayami Seiji! Saiaku no Ichinichi?)
33. The Trap of the Universe! Honey's Greatest Crisis (大宇宙のワナ! ハニー最大の危機, Daiuchuu no Wana! Honey Saidai no Kiki?)
34. Honey's Choice of Love! Seiji VS Prince (ハニー愛の選択! 青児VS[と]プリン, Honey Ai no Sentaku! Seiji VS Prince?)
35. Trust in Me! The Light of Love's Complete Power Opens (私を信じて! 愛の光全パワー開放, Watashi wo Shinjite! Ai no Hikari Zen Power Kaihou?)
36. Battle of Courage! Electric Shock Pro Wrestling Match (勇気の戦い! 電撃プロレスマッチ, Yuuki no Tatakai! Dengeki Pro Wres Match?)
37. The Last Crusade (Part One) Fate Tests Love (最後の聖戦（前編） 運命に向かう愛, Saigo no Seisen (Zenpen) Unmei ni Mukau Ai?)
38. The Last Crusade (Second Part) To Dream of the Strength of Victory (最後の聖戦（後編） 夢見る力の勝利, Saigo no Seisen (Kouhen) Yumemiru Chikara no Shouri?)
39. Honey the Bride! The Light of Love is Eternal (花嫁ハニー! 愛の光は永遠に, Hanayome Honey! Ai no Hikari wa Eien ni?)